# Ellen Siegers
Ellen Siegers (geb. Lindgens, * 3. März 1961 in Osnabrück) ist eine deutsche Juristin. Sie war von 2014 bis 2025 Richterin am Bundesfinanzhof.

## Leben
Siegers absolvierte nach dem Abitur eine Banklehre. Anschließend studierte sie an der Universität Münster Rechtswissenschaften. Von 1983 bis 1987 war sie als studentische Hilfskraft und von 1991 bis 1993 als wissenschaftliche Mitarbeiterin am Institut für internationales Wirtschaftsrecht der Universität Münster tätig. Im Oktober 1993 trat sie in die Steuerverwaltung des Landes Hessen ein. Dort war sie nach Abschluss der Einweisung in die Aufgaben des höheren Dienstes zunächst Sachgebietsleiterin am Finanzamt Bad Homburg. Ab Oktober 1995 war sie als Referentin in der Zentralabteilung des hessischen Finanzministerium tätig. Im März 1996 wechselte sie als Richterin an das Finanzgericht Köln, an dem sie ab 2010 Vorsitzende Richterin des XI. Senates wurde. Zum 1. März 2014 wurde Ellen Siegers zur Richterin am Bundesfinanzhof ernannt. Siegers gehörte dem III. Senat des BFH an, der für die Besteuerung von Einzelgewerbetreibenden, für Investitionszulagen und Kindergeldsachen zuständig ist. Mit Ablauf des 31. März 2025 trat sie in die Freistellungsphase der Altersteilzeit ein und beendete damit ihre aktive richterliche Tätigkeit.